# Delfan
Delfan (persiska: شهرستان دلفان, Shahrestan-e Delfan) är en delprovins (shahrestan) i provinsen Lorestan i västra Iran. Delfan hade 143 973 invånare vid folkräkningen 2016. Huvudort är Nurabad.